# قزل چشمه
قزل چشمه یک منطقهٔ مسکونی در ایران است که در دهستان حکیم‌آباد (زرندیه) واقع شده‌است.